# Malcolm Lewis
Malcolm Wallace Lewis (Cuba, 14 november 1925) is een Amerikaans componist en muziekpedagoog.

## Levensloop
Lewis studeerde achtereenvolgens aan het Ithaca College School of Music in Ithaca, de Juilliard School of Music in New York en aan de Cornell University in Ithaca. Na het behalen van zijn Bachelor of Music en zijn Master of Music werd hij docent aan zijn Alma mater het Ithaca College School of Music. 
Als componist schreef hij werken voor verschillende genres.

## Composities

### Werken voor orkest
- 1982 Concert, voor klarinet en orkest
- Etesian zephyrs, voor orkest

### Werken voor harmonieorkest
- 1972 Elegy for a Hollow Man, voor altsaxofoon en harmonieorkest
- Concert, voor hoorn en harmonieorkest
- Phrygios

### Kamermuziek
- 1966 Movement, voor koperkwintet (2 trompetten, hoorn, trombone en tuba) en piano
- 1968 Houtblaaskwartet, voor dwarsfluit, hobo, klarinet en fagot
- 1971 Hymns, descants, and fantasias, voor koperensembles (samen met: James Ode)
  1. A Mightly Fortress If Our God
  2. Creator Spirit, by Whose Aid
  3. Crown His with Many Crowns
  4. For All the Saints
  5. Give to Our God Immortal Praise
  6. Guide Me, O Thou Great Jehovah
  7. Holy, Holy, Holy
  8. Jesus Priceless Treasure
  9. Joyful, Joyful We Adore Thee
  10. Lead On, O King Eternal
  11. Not Alone for Mighty Empire
  12. Now Thank We All Our God
  13. Once to Every Man and Nation
  14. Praise to the Lord
  15. Rise Up, O Men of God
- 1972 Elegy for a hollow man, voor altsaxofoon en piano
- 1981 3 inventions, voor alt- en tenorsaxofoon
- 1981 Bicentennial fanfare, voor 3 trompetten, 3 hoorns en 3 trombones
- 1981 Forlhney duets, voor 2 gelijke instrumenten
- 1981 Lament and caprice, voor altsaxofoon en baritonsaxofoon
- 1981 Poem, voor sopraansaxofoon en piano
- 1981 Saxophone trios, voor sopraan-, alt- en tenorsaxofoon 
  1. Song
  2. Madrigal
  3. Spring song
- 1982 7 bagatelles, voor klarinet, trompet, altviool en klavecimbel
- 1982 Saxofoonkwartet
- 1983-1984 Three euphonies, voor 8 trombones - gecomponeerd voor Robert Reifsnyder en het Ithaca College trombone choir
  1. Variations
  2. Untitled (tempo: slowly)
  3. Fanfare Fugue
- Chorale preludes, voor saxofoonkwartet
- The Mood That I'm In
- Trio, voor viool, cello en piano

### Werken voor piano
- 1982 3 Etudes
- Suite - Scenes from childhood, voor twee piano's

### Werken voor klarinet
- 1981 3 short pieces